# Тете (футболіст)
Матеус Кардозу Лемус Мартінс (порт. Mateus Cardoso Lemos Martins; нар. 15 лютого 2000, Алворада, Ріу-Гранді-ду-Сул, Бразилія), більш відомий як Тете (порт. Tetê) — бразильський футболіст, півзахисник і вінгер грецького «Панатінаїкоса». Грав за олімпійську збірну Бразилії.

## Клубна кар'єра
З 2008 до 2019 року перебував у системі «Греміо», за який не зіграв жодного офіційного матчу.

### «Шахтар»
28 лютого 2019 року офіційно підтвердили перехід Тете до донецького «Шахтаря» за 15 млн євро. Сума відступних становить 150 млн євро. 13 квітня того ж року дебютував за новий клуб у переможному матчі проти луганської «Зорі» (3:0). 6 листопада забив дебютний гол у Лізі чемпіонів у матчі проти загребського «Динамо» (3:3).

#### Оренда в «Ліон»
З квітня 2022 року грав на правах оренди за французький клуб «Ліон».

#### Оренда в «Лестер»
29 січня 2023 року украл орендну угоду з англійським клубом «Лестер» до червня 2023 року. У липні 2023 року гравець повідомив, що не збирається повертатися до донецького «Шахтаря», через війну в Україні.

### «Галатасарай»
10 серпня 2023 підписав контракт за формулою 4+1 рік з турецьким «Галатасараєм».

### «Панатінаїкос»
25 липня 2024 року підписав чотирирічну угоду з грецьким клубом «Панатінаїкос».

## Виступи за збірну
У 2019 році представляв молодіжну збірну Бразилії на молодіжному чемпіонаті Південної Америки.
У 2020 році грав у складі олімпійської збірної Бразилії.

## Статистика виступів
Станом на 1 квітня 2022 року
| Сезон               | Команда             | Чемпіонат | Чемпіонат | Чемпіонат | Кубок країни | Кубок країни | Кубок країни | Континентальні кубки | Континентальні кубки | Континентальні кубки | Інші змагання | Інші змагання | Інші змагання | Усього | Усього |
| Сезон               | Команда             | Ліга      | Ігор      | Голів     | Ліга         | Ігор         | Голів        | Ліга                 | Ігор                 | Голів                | Ліга          | Ігор          | Голів         | Ігор   | Голів  |
| ------------------- | ------------------- | --------- | --------- | --------- | ------------ | ------------ | ------------ | -------------------- | -------------------- | -------------------- | ------------- | ------------- | ------------- | ------ | ------ |
| 2018-19             | «Шахтар»            | УПЛ       | 8         | 2         | КУ           | 2            | 2            | ЛЄ                   | 0                    | 0                    | —             | —             | —             | 10     | 4      |
| 2019-20             | «Шахтар»            | УПЛ       | 26        | 8         | КУ           | 0            | 0            | ЛЧ+ЛЄ                | 3+4                  | 0+1                  | СКУ           | 1             | 0             | 34     | 9      |
| 2020-21             | «Шахтар»            | УПЛ       | 24        | 6         | КУ           | 1            | 0            | ЛЧ+ЛЄ                | 6+4                  | 1+1                  | СКУ           | 1             | 0             | 36     | 8      |
| 2021-22             | «Шахтар»            | УПЛ       | 17        | 9         | КУ           | 1            | 0            | ЛЧ                   | 10                   | 1                    | СКУ           | 0             | 0             | 28     | 10     |
| Загалом за «Шахтар» | Загалом за «Шахтар» |           | 75        | 25        |              | 4            | 2            |                      | 27                   | 4                    |               | 2             | 0             | 108    | 31     |
| Загалом за кар'єру  | Загалом за кар'єру  |           | 75        | 25        |              | 4            | 2            |                      | 27                   | 4                    |               | 2             | 0             | 108    | 31     |

## Титули і досягнення
- Чемпіон України (2):

«Шахтар»: 2018-19, 2019-20
- Володар Кубка України (1):

«Шахтар»: 2018-19
- Володар Суперкубка України (1):

«Шахтар»: 2021
- Чемпіон Туреччини (1):

«Галатасарай»: 2023-24
- Володар Суперкубка Туреччини (1):

«Галатасарай»: 2023
Збірні
- Чемпіон Південної Америки (U-15): 2015